# Scaptomyza deemingi
Scaptomyza deemingi är en tvåvingeart som beskrevs av Tsacas 1972. Scaptomyza deemingi ingår i släktet Scaptomyza och familjen daggflugor.
Artens utbredningsområde är Nigeria. Inga underarter finns listade i Catalogue of Life.